# Csűrő

A csűrők működése

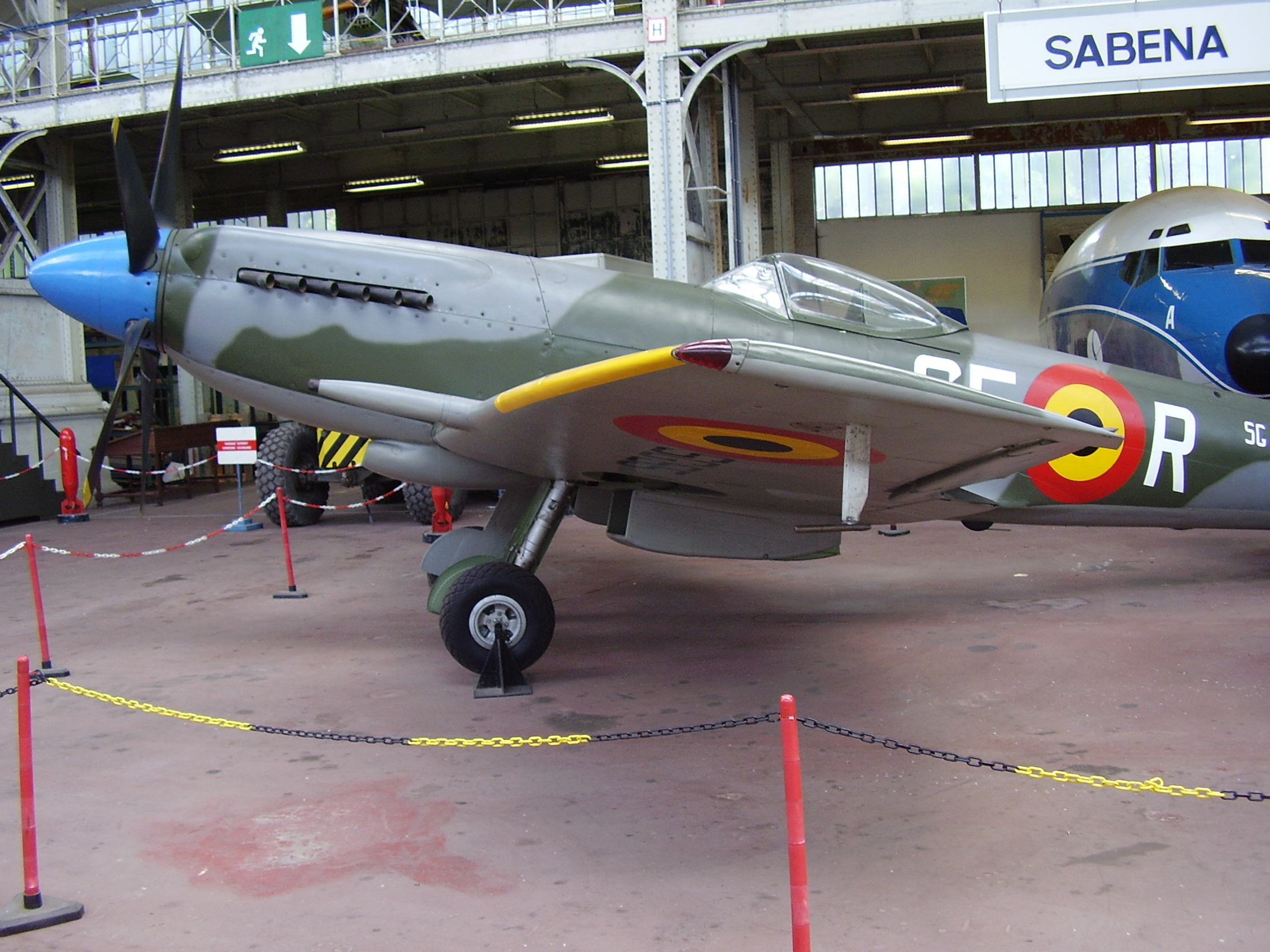
Egy, a brüsszeli Királyi Katonai Múzeumban kiállított Griffon-motoros Spitfire. Jól látható a felfelé teljesen kitérített bal csűrőlap és annak kiálló belépőéle

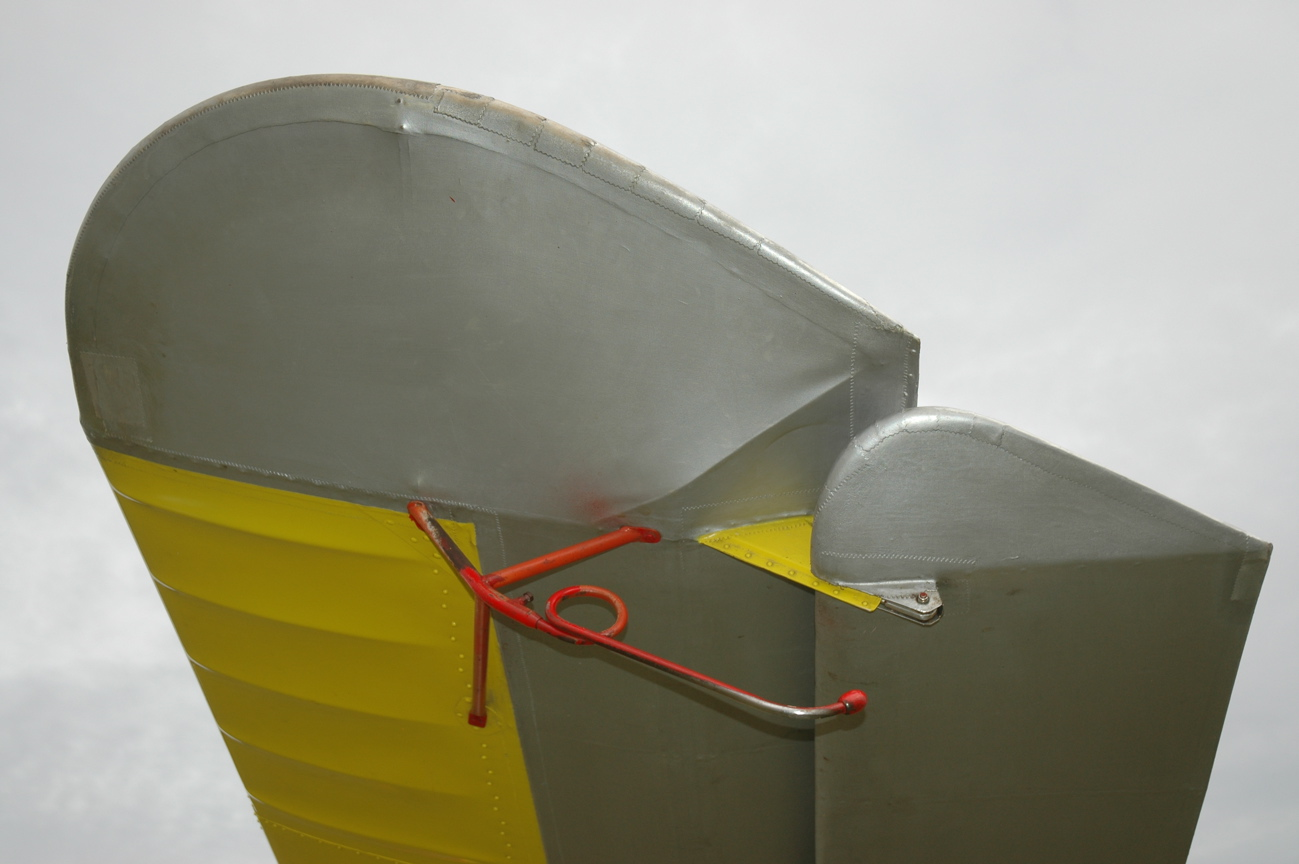
Friese-csűrő R–26SU Góbé'82 vitorlázó repülőgépen

A csűrő a repülőgép egyik kormányfelülete, segítségével végzik a hossztengely körüli (orsózó) elforgatását. A hossztengelytől minél távolabb, általában a szárnyak kilépőélének külső részén helyezik el (bár a függőleges vezérsíkon lévő oldalkormány, vagy a vízszintes vezérsíkok aszimmetrikus kitérítésével is elő lehet idézni kisebb mértékű orsózó mozgást, utóbbi módszert néhány vadászrepülőgépnél alkalmazzák is), és aszimmetrikus kitérítésével (az egyik oldalon le, a másik oldalon fel) érik el a kívánt elmozdulást. Egyes korszerű repülőgépen a csűrők szimmetrikusan is kitéríthetők, így több más kormányfelület megfelelő kitérítésével fékezni lehet a repülőgépet. Ha a magassági kormányt a repülőgép szárnyán helyezik el (deltaszárnyú repülőgépeknél, mint a Mirage III, vagy csupaszárny repülőgépeknél, mint a B–2 Spirit), akkor a magassági kormányt kombinálják a csűrővel, ez a szerkezet az elevon. Főleg modern, nagy szállító repülőgépeknél szárnyanként két-két csűrőlapot alkalmaznak, egy törzshöz közelebbi kisméretű belső és egy szárnyvégnél egy nagyobb felületű külső csűrőt. A kilépőél szokásos mechanizációja kívülről befelé: külső csűrő, külső féklap vagy fékszárny, belső csűrő, belső féklap vagy fékszárny. A szárnyon ezenkívül még lehetnek egyéb áramlás módosító vagy rontó elemek.
A csűrőlap a két félszárnyon ellentétesen tér ki. Fordulóban a középponttól távolabbi azaz külső oldalon a csűrő lefelé tér ki, a belső oldalon fölfelé. Ez azzal jár, hogy a külső oldalon a szárnyvégen a szárnyprofil íveltsége megnő, ettől nagyobb felhajtóerő keletkezik. A Lilienthal-féle ellenállás-felhajtóerő diagram szerint a nagyobb felhajtóerő tényezőhöz nagyobb ellenállás tényező tartozik. Ahol csökken az íveltség -tehát ahol fölfelé tér ki- ott ennek az ellenkezője. Ez azt jelenti, hogy a repülőgépre ellentétes forduló (nem forgató!) nyomaték hat ami a repülőgépet a fordulóból vissza akarja fordítani egyenes irányba. Ennek a kiküszöbölésére találták ki a differenciál és a Frise-csűrőt. A differenciál csűrő fölfelé jobban kitér, ezzel a belső oldalon többlet-ellenállást hoz létre, így csökkenti az ellentétes forduló nyomatékot. A Frise-csűrő ezt a hatást úgy éri el, hogy a fölfelé kitérő csűrő belépő éle alul a szárnyprofilból kifordul, ezzel csökkenti az ellentétes forduló nyomatékot. Létezik a kettő kombinációja is, differenciál Frise-csűrő. Ezzel végeredményben azt érik el, hogy kisebb oldalkormány-kitérés szükséges adott sugarú forduló végrehajtásához, tehát az oldalkormány kitérése okozta ellenállás-növekedés kisebb lesz.
A Frise-csűrő megalkotója, Leslie George Frise (1897–1979) által tervezett szerkezet lényege, hogy a csűrőlap húrhosszának kb. mellső 20%-ában helyezik el a forgócsapokat a legnagyobb íveltség közelében, általában a csűrő fölső felületéhez közel, azaz a csűrő húrja fölött.
Ilyen csűrőket alkalmaztak az Fw 190-eseken és a Spitfire-ökön is, de sok más vadászrepülőgép típuson is.